# Ranova pictipes
Ranova pictipes là một loài bọ cánh cứng trong họ Cerambycidae.